# Палмер, Берта
Берта Палмер (англ. Bertha Palmer, урождённая Bertha Matilde Honoré; 1849—1918) — американская бизнес-леди, светская львица, коллекционер произведений искусства, меценат.

## Биография
Родилась 22 мая 1849 года в Луисвилле, штат Кентукки, в семье бизнесмена Генри Оноре и его жены Элизабет Карр Оноре (Elizabeth Jane Carr Honore, 1825—1906). Берта, которую в семье называли «Сисси» («Cissie»), училась в своем родном городе и снискала себе репутацию музыканта, лингвиста, писателя, способного политика и прекрасного администратора.
Берта в 1870 году вышла замуж за чикагского миллионера Поттера Палмера — ей был двадцать один год, а мужу — сорок четыре. Палмер был торговцем-квакером, который приехал в Чикаго после некоторых неудач в бизнесе. В Чикаго занялся обслуживанием клиентов, преимущественно женщин, предлагая им различные товары — от галантереи до последней французской моды для женщин. Палмер продал свой огромный магазин торговой сети Marshall Field's, открыл роскошный отель Palmer House и стал инвестировал в недвижимость. Вскоре после их свадьбы Чикагский пожар уничтожил Palmer House и большую часть их недвижимости. Однако, не отчаявшись, Палмеры взяли кредит и достаточно скоро восстановили свое состояние, поднявшись при этом на вершину чикагского общества. «Она была красива, ловка, проворна и умна; и более того, она была уверена в себе», — писал о Берте Палмер публицист Эрнест Пул.

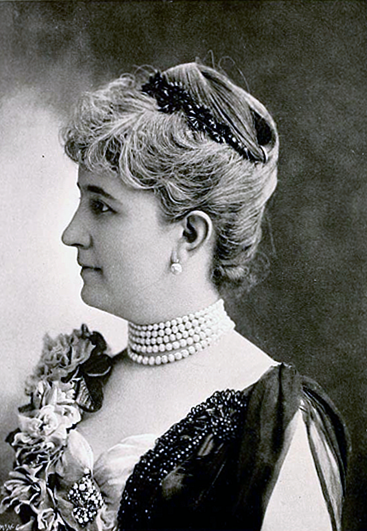
Берта Палмер — председатель Совета женщин-менеджеров, 1893 год

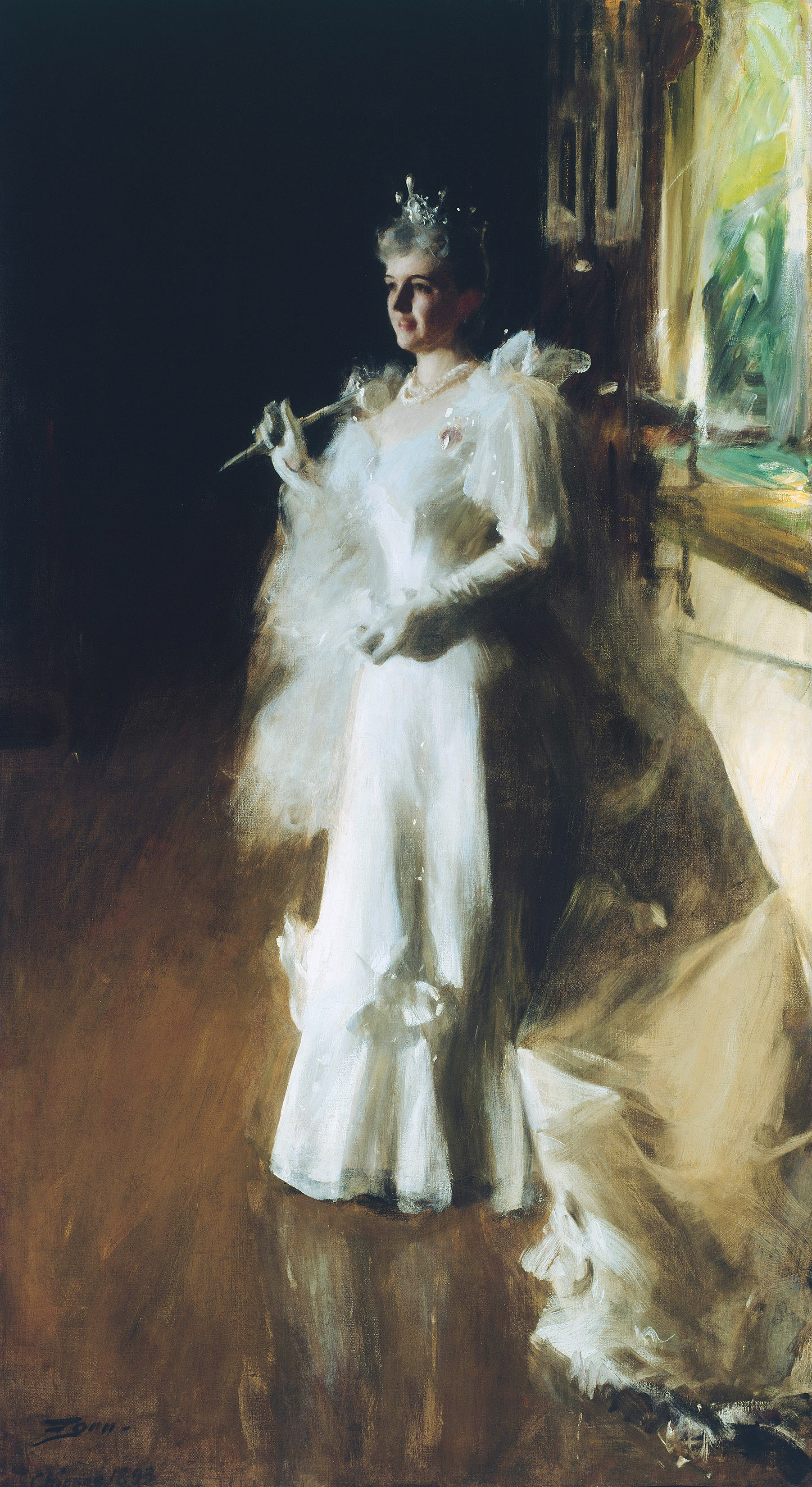
Портрет Берты Палмер работы Андерса Цорна

Берта Палмер была одним из первых членов Чикагского женского клуба (Chicago Woman’s Club), входящего во Всеобщую федерацию женских клубов, которые обсуждали социальные проблемы и пути их решения. Перед проведением Всемирной выставки в Чикаго 1893 года Берта Палмер стала президентом образованного женщинами Совета леди-менеджеров (Board of Lady Managers) и занималась строительством «Женского здания» для выставки. Сотрудничала с художественным куратором из Чикаго Сарой Хэллоуэлл по оформлению этого здания. После открытия выставки Берта познакомилась с модным шведским художником Андерсом Цорном, который был приглашён Советом леди-менеджеров. Цорн написал её портрет.
Во время организации и после Всемирной выставки в Чикаго, Палмеры в течение многих лет были увлеченными коллекционерами произведений искусства, полагаясь в своём выборе на советы куратора Сары Хэллоуэлл, которая познакомила супругов с парижскими художниками и последними художественными тенденциями французской столицы. Чета Палмеров стала клиентами парижского дилера Поля Дюран-Рюэля и начала собирать произведения французских импрессионистов. Сара Хэллоуэлл заинтересовала также Палмеров работами Огюста Родена. Некоторые свои произведения он одолжил Берте для выставки — откровенность его обнаженной натуры вызвала фурор у публики. Купленные супругами скульптуры Родена стали одними из первых, приобретенных американскими коллекционерами.
Берта Палмер была известна своим состоянием и благотворительностью. Вместе с мужем они путешествовали по Европе, обедали с королями и королевами, общалась с крупными промышленниками и государственными деятелями. Они потратили большие средства на особняк Palmer Mansion в Чикаго, имели дома в Лондоне и Париже. Будучи весьма состоятельной женщиной, после смерти мужа в 1902 году Берта Палмер осталась незамужней. В сентябре 1907 года вместе со своим сыном — полным тёзкой мужа, приняли участие в первом рейсе нового лайнера «Лузитания» из Ливерпуля в Нью-Йорк.
Умерла 5 мая 1918 года в своей зимней резиденции «The Oaks» в Оспри, штат Флорида. Была похоронена на кладбище Грейсленд в Чикаго рядом со своим мужем.
24 марта 2013 года телекомпания PBS показала получасовой документальный фильм «Love Under Fire: The Story of Bertha and Potter Palmer», продюсером которого была Амелия Деллос (Amelia Dellos) и Corn Bred Films.